# Toreador aneb Dokonalý souzvuk
Toreador aneb Dokonalý souzvuk (ve francouzském originále Le Toréador, ou L'Accord parfait) je komická opera (opéra comique) o dvou dějstvích francouzského skladatele Adolpha-Charlese Adama na libreto Thomase-Marie-Françoise Sauvage (1794-1877). Poprvé byla uvedena v pařížském Théâtre de l'Opéra-Comique dne 18. května 1849.

## Vznik díla
Adolphe Adam složil operu Toreador aneb Dokonalý souzvuk (podtitul byl při prvním uvedené po druhé repríze vypuštěn) v době, kdy byl nucen rychle produkovat nová díla, aby mohl z autorských honorářů splatit dluhy spojené s úpadkem jím založeného Národního divadla (Théâtre-National). Nejprve složil operu Giralda aneb Nová Psyché, ale tu Opéra-Comique nejprve odmítla, takže Adam musel najít náhradu. V pamětech o tom napsal: "Musel jsem si nadělat autorská práva, abych zaplatil svým věřitelům: Giraldu nikdo nechtěl a já jsem nevěděl, co si počít. Přišel za mnou Mocker (zpěvák Opéra-Comique a první představitel Tracolina) s prosbou, abych pro něj složil intermezzo, které by se hrálo jen jednou při příležitosti jeho benefice; to mi nemělo nic vynést, ale byla to práce a pro mne je práce štěstím. Napsal jsem Toreadora za šest dní. Při zkouškách toto intermezzo postupně nabylo takových rozměrů, že Mockerovo představení bylo o měsíc odloženo." Skutečně původní podoba měla jen tři krátké scény, které se rozrostly na celé dějství. Když pak kritika po premiéře upozornila, že hlavní hrdinka zcela nezvládá sérii náročných zpěvních čísel ve střední části opery, rozdělili ji autoři od první reprízy na dějství dvě.
"Toreador" začal jako drobná komická scéna odkazující pouhými třemi postavami a jejich typologií (Coralina = Kolombína, Tracolin = Harlekýn, Don Belflor = Pantalone) na italskou buffu 18. století a na komedii dell'arte. Skladatel ji také nenazval "opéra-comique", ale "opéra buffon".
Adam hudební strukturou sáhl ke svým začátkům, kdy psal vaudevilly sestavené ze známých nápěvů. Partitura cituje řadu motivů jak z populárních písní, tak z děl jiných autorů (např. Grétryho), vždy však s uměleckým záměrem. To souvisí i s originálním využitím flétny jako "čtvrté postavy" opery, která hovoří k postavám i k obecenstvu pomocí nápěvů jako šifrovaného vzkazu, který lze rozklíčovat, když si dosadíme původní texty melodií. Ostatně nejrafinovanější a nejznámější číslo opery jsou variace na starou píseň Ah! vous dirais-je maman, známé zejména v podobě variací, které na ni složil Mozart. Hudba je velmi rozmanitá, Coralina má obtížné partie od bravurní koloratury po melodram, don Belflor zase řadu komických momentů včetně imitování kontrabasu. Živost a svěžest hudby, zejména orchestrace, oceňoval i Hector Berlioz.
Opera měla ihned velký úspěch: zůstala na repertoáru Opéra-Comique až do roku 1869 a opět od roku 1881. V zahraničí však nebyla přijata tak rychle jako jiná Adamova díla. Stejně jako ona upadla od konce 19. století v zapomenutí, ze kterého ji v posledních letech vzkřísila reprezentativní nahrávka z roku 1996 a inscenace v Compiègne v sezóně 2003/2004.
V českých zemích Toreadora poprvé uvedlo Nové německé divadlo v Praze dne 17. srpna 1909, a to v úpravě Maximiliana Morise, kterou o něco dříve v témže roce inscenovala Die Komische Oper v Berlíně. V češtině hrána nebyla.
Opera Toreador má předehru a 13 zpěvních čísel proložených mluvenými dialogy ve dvou dějstvích, představení trvá asi jednu a půl hodiny.

## Osoby a první obsazení
| osoba                              | hlasový obor | premiéra (18.5.1849)           |
| ---------------------------------- | ------------ | ------------------------------ |
| Don Belflor, toreador na odpočinku | bas          | Charles Battaille              |
| Coralina, jeho žena                | soprán       | Delphine Ugalde                |
| Tracolin, flétnista                | tenor        | Toussaint-Eugène-Ernest Mocker |
| Dirigent: Théophile Tilmant        |              |                                |

## Děj opery
Děj se odehrává v soudobé Barceloně (19. století), v domě dona Belflora, toreadora ve výslužbě.

### 1. dějství
Don Belflor právě opět odchází a Coralina si stěžuje. Bývala herečkou v pařížských vaudevillech, ale strýc ji přemluvil, aby se provdala za toreadora dona Belflora. To ovšem nevěděla, že toreadorovi je už přes šedesát a býkům se už dávno vyhýbá. Zato není nikdy doma a stále vyhledává milostná dobrodružství. Náhle uslyší v zahradě hrát flétnu: série známých nápěvů jí prozradí, že je to její bývalý nápadník, flétnista Tracolin (Tandis que tout sommeille). Oknem jí přiletí milostný vzkaz; Coralina po chvilkovém váhání (Je tremble et doute — Ah, maris trompeurs et jaloux) sepíše kladnou odpověď (pro jistotu be oslovení a podpisu) a hodí ji zpět.
V tu chvíli se vrací do domu don Belflor s hostem. Jistý mladý muž — tj. Tracolin — jej na ulici zachránil před násilníky (které sám najal). Všichni se občerství (Vive la bouteille!), don Belflor se Tracolinovi v soukromí vychloubá svými milostnými úspěchy (Oui, la vie n'est jolie). Tracoline však prý nebyl v okolí jen tak: nese donu Belflorovi vzkaz od herečky Caritéy, kterou neodolatelně popisuje vyjmenovávaje všechny přednosti, kterých se Caritéi nedostává (Vous connaissez de ces femmes aimables). Tracolin vydává dopis, který dostal od Coraliny, za hereččin vzkaz Belflorovi. Po malém rozptýlení (scéna Ah! vous dirais-je maman) se Belflor chystá na dostaveníčko, náhodně ale list upustí a ten se dostane do rukou Coraliny. Belflor myslí, že je prozrazen, ale totéž se o sobě domnívá Coralina. Ve zmateném duetu si navzájem odpouštějí (Qu'est-ce là? — Je suis perdu). Belflor i tak odchází na své rendez-vous.

### 2. dějství
Coralina stále nechápe, proč jí don Belflor odpustil inkriminující dopis, a přemítá o své náklonnosti k Tracolinovi a o postavení ženy obecně (árie Avec son petit air de ne toucher à rien — Car la femme, sand cesse). Objevuje se Tracolin a vyznává jí lásku, kterou přirovnává k hudbě (Dans une symphonie). Prozradí Coralině, kam dona Belflora poslal, a domluví se s ní na hudební šifře. Když se don Belflor vrátí, Coralina jej podrobí zpovědi ohledně jeho avantýry. Don Belflor sice zapírá, ale za pomoci hudební nápovědy je jeho žena schopna popsat přesně průběh dostaveníčka, ba dokonce zná jméno milenky (duo Ah, tremblez!) — všechno se prý dozvěděla vykládáním karet. Hrozí Belflorovi rozvodem, ale především ztrátou věna. (Finále:) Přichází Tracolin, a přesvědčuje Coralinu, aby nebyla tak přísná. Don Belflor se jistě polepší — Tracolin se za něj zaručuje vlastní osobou. Bude vždy nablízku, a kdykoli se don Belflor bude chtít vzdálit, musí zanechat doma Tracolina jako zástavu. Toto řešení shledají všichni zúčastnění ideálním: od nynějška bude v domácnosti dona Belflora trvalý klid a spokojenost.

## Nahrávky
Existuje vice nahrávek Toreadora:
- 1963, zpívají (Coraline:) Mady Mesplé, (Tracolin:) Raymond Armade, (Don Belflor:) Charles Clavensky. Orchestre Lyrique de l'O.R.T.F. diriguje Eugène Bigot. (Gaieté Lyrique 20167-2, 1 CD). Jedná se o živou pařížskou nahrávku z 23. ledna 1963, avšak krácenou a bez mluvených dialogů.

- 1996, zpívají (Coraline:) Sumi Jo (mluvené slovo: Véronique Vella), (Tracolin:) John Aler, (Don Belflor:) Michel Trempont. Welsh National Opera Orchestra diriguje Richard Bonynge (Decca 455 664-2, 1 CD, 76'57).

- 2005, zpívají (Coraline:) Ghislaine Raphanael, (Tracolin:) Franck Cassard, (Don Belflor:) Matthieu Lercroart. Orchestre Français Alberic Magnard diriguje Jean-Luc Tingaud. (Mandala 0794881781522)

Nejslavnějším pěveckým číslem jsou koloraturní variace na Ah, vous dirais-je maman z konce I. dějství. Nahrála je například Beverly Sills a Maía Remolá.